# Las Piedras (Portoryko)
Las Piedras – miasto w Portoryko, w gminie Las Piedras.